# 王栋 (1906年)
王栋（1906年10月24日—1957年5月5日），字秉钧。畜牧学家，草原学家，动物营养学家，农业教育家。

## 生平
1906年10月24日，王栋出生于江苏省崇明县南堡镇（今属上海市）。
1911年至1918年，王栋就读于江苏省崇明县东乡小学及第四高等小学。1918年，进入南通甲种农校及高级农科中学学习。1923年至1927年，在南通农科大学学习。毕业后留校任助教。1929年，转至上海国定税则委员会。1937年，成为第五届中英庚款留英公费生，王栋到英国爱丁堡大学农学院公费留学。1940年，获得博士学位，博士论文为《牧草中胡萝卜素含量的研究》。1941年夏季，王栋回到中国。回国后，任贵州农工学院教授兼教务主任。1946年，任国立西北农学院教授兼畜牧系主任。1946年至1949年，任国立中央大学农学院畜牧兽医系教授、系主任，并兼任中央畜牧试验所营养系主任。曾短期兼任联合国善后救济总署江苏分署专员。1949年至1952年，任南京大学农学院教授兼畜牧兽医系主任。1952年全国院系调整后，任南京农学院教授。1953年起又兼任畜牧兽医系主任。1956年，评为一级教授。
1957年5月5日，王栋逝世。

## 外部鏈結
- 《中国大百科全书》第三版网络版中的条目： （简体中文）